# Obszar ochrony ścisłej Wielkie Torfowisko Batorowskie
Obszar ochrony ścisłej Wielkie Torfowisko Batorowskie (niem. See Wiesen) – obszar ochrony ścisłej na terenie Parku Narodowego Gór Stołowych.

## Położenie
Położone na wierzchowinie środkowego piętra Gór Stołowych, przy Kręgielnym Trakcie, w dolinie Czerwonej Wody. Obszar ma powierzchnię 39,53 ha, leży na wysokości 705–715 m n.p.m. i obejmuje torfowisko wysokie zarastające lasem świerkowo-sosnowym. Na terenie obszaru występują: wierzba lapońska, widłaczek torfowy, wrzosiec bagienny, rosiczki i turzyce, brzoza omszona, sosna błotna. Znajduje się tutaj też stanowisko rzadkiej w Polsce sosny drzewokosej.

## Historia
W XIX wieku część torfowiska została zmeliorowana i torfowisko zamarło, a na jego teren wkroczył las świerkowy. W 1938 roku utworzono na jego części rezerwat przyrody, w 1958 roku ponownie utworzono tu rezerwat torfowiskowy „Wielkie Torfowisko Batorowskie”. Teren ten znów się zabagnił. Po utworzeniu Parku Narodowego Gór Stołowych rezerwat zmieniony został w obszar ochrony ścisłej.

Niedaleko Wielkiego Torfowiska Batorowskiego leżało niegdyś Małe Torfowisko Batorowskie, zostało ono jednak osuszone i całkowicie zniszczone.

## Gatunki chronione i rzadkie
Objęte ochroną ścisłą:
- rosiczka długolistna (Drosera anglica)
- rosiczka pośrednia (Drosera intermedia)
- rosiczka okrągłolistna (Drosera rotundifolia)
- wrzosiec bagienny (Erica tetralix)
- listera sercowata (Listera cordata)
- widłaczek torfowy (Lycopodium innundatum)
- sosna błotna (s. drzewokosa, Pinus uliginosa)
- wierzba borówkolistna (Salix myrtilloides) (wymarły)

W 2017 roku na pędach żurawiny błotnej w obrębie obszaru znaleziono bardzo rzadki w Polsce gatunek pasożytniczego grzyba – płaskosz żurawiny.

## Szlaki turystyczne
Przez Wielkie Torfowisko Batorowskie nie prowadzi żaden szlak turystyczny, jedynie jego południowo-wschodnim skrajem leśną drogą przechodzi  pieszy szlak z Dusznik-Zdroju do Karłowa i  rowerowy szlak z Batorówka do Karłowa.